# Генрік Ларсен
Генрік Ларсен (дан. Henrik Larsen, нар. 17 травня 1966, Конненс-Люнгбю) — колишній данський футболіст, півзахисник. Відомий, зокрема, виступами за збірну Данії, клуби «Люнгбю», «Копенгаген» та інші. Чемпіон Європи 1992 року.

## Клубна кар'єра
Генрік Ларсен розпочав футбольне навчання в Данії у скромному «Таарбеку», а потім у «Люнгбю». Разом з «Люнгбю» 1985 року він здобув Кубок Данії. У лютому 1989 року півзахисник дебютував у збірній Данії. У квітні 1990 року він домовився про перехід до італійського клубу «Піза», який на той час очолював турнірну таблицю Серія B. Через три місяці Генрік приєднався до «Пізи», яка вже вийшла до Серії А, проте у першому ж сезоні в еліті «Піза» знову вилетіла до Серії B. Оскільки ліміт на легіонерів Серії В дозволяв лише двох іноземних гравців у команді, Ларсен програв конкуренцію аргентинцям Дієго Сімеоне та Хосе Шамоту та вимушений був шукати ігровий час в оренді у рідному «Люнгбю».
Після перемоги збірної Данії на чемпіонаті Європи 1992 року Ларсен повернувся з оренди в «Люнгбю» до «Пізи» в Серії B. Сімеоне був проданий, але після того, як Ларсен провів перші декілька ігор в чемпіонаті, його також виставили на продаж. Ряд європейських клубів цікавився ним, але ціновий запит «Пізи» у розмірі 50 мільйонів данських крон відлякав усіх претендентів. Зрештою у січні 1993 року Ларсен переїхав до «Астон Вілли» в оренду. Його перебування в «Астон Віллі» було коротким, оскільки йому було важко пробитися до основи команди під керівництвом Рона Аткінсона. Він так і не провів жодного матчу у чемпіонаті за «Астон Віллу». У березні 1993 року Аткінсон сказав Генріку, що не розраховує на нього, проте «Піза» не хотіла повертати гравця, тому він пробув у резервній команді «Вілли» до травня 1993 року.
1993 року Ларсен вирушив в оренду до німецького клубу Другої Бундесліги «Вальдгоф», де провів вдалий сезон. Контракт з «Пізою» закінчився у лютому 1995 року і трансферні права на Ларсена були знову передані «Люнгбю». По завершенню сезону 1995–96 півзахисник перейшов до футбольного клубу «Копенгаген», з яким здобув Кубок Данії сезону 1996-97. Свою кар'єру він закінчив у 1999 році.

## Виступи за збірну
Ларсен почав викликатися до футбольної збірної Данії у 1989 році. У 1992 році Данія з Ларсеном у складі спромоглася виграти чемпіонат Європи, а Генрік з трьома голами став одним з чотирьох кращих бомбардирів турніру.
Генрік Ларсен був також частиною національної команди Данії під керівництвом Ріхарда Меллер-Нільсена на Євро-96. По вибуттю Данії з турніру Генрік повідомив про завершення кар'єри в збірній. Загалом він провів за збірну 39 матчів, в яких відзначився п'ятьма забитими м'ячами.

## Титули і досягнення
«Люнгбю»
- Чемпіонат Данії
  - Чемпіон (1): 1991–92
- Кубок Данії
  - Володар (2): 1984–85, 1989–90

 «Копенгаген»
- Кубок Данії
  - Володар (1): 1996–97

 Збірна Данії
- Чемпіонат Європи
  - Чемпіон (1): 1992

Найкращий бомбардир чемпіонату Європи1992 (3 голи, разом з Деннісом Бергкампом, Томасом Броліном, Карлом-Гайнцем Рідле)